# Cyrtodactylus zugi
Espèce
Cyrtodactylus zugi est une espèce de geckos de la famille des Gekkonidae.

## Répartition
Cette espèce est endémique de Batanta dans les îles Raja Ampat en Nouvelle-Guinée occidentale en Indonésie.

## Étymologie
Cette espèce est nommée en l'honneur de George Robert Zug.

## Publication originale
- Oliver, Tjaturadi, Mumpuni, Krey & Richards, 2008 : A new species of large Cyrtodactylus (Squamata: Gekkonidae) from Melanesia. Zootaxa, no 1894, p. 59–68.